# گروگان (مجموعه تلویزیونی)
گروگان نام یک سریال آمریکایی که بعد از فرار از زندان و قبل از ۲۴ در رسانه خانگی توزیع شد.

## ساخت
تلویزیون سونی (تولیدکننده اصلی سریال) زمانی دست به ساخت سریال زد که هنوز تب سریال‌های کپی شده از روی سریال لاست ادامه داشت اما این تلویزیون با روی کار آوردن جیسون اسمیلوویچ تصمیم گرفت راه‌وروشی تازه در پی بگیرد که سریال آن‌ها را با لاست یکی ندانند، هرچند بعدها گروگان را تا حدودی شبیه سریال دیگری که آن روزها بحثش داغ بود دانستند؛ سریال ۲۴. اسمیلوویچ تا قبل از اینکه وارد ماجرای ساخت سریال شود به عنوان یکی از تهیه‌کنندگان فرعی سریال کارن سیسکو شناخته شد.
اما دلیل اصلی آوردن او نوشتن فیلمنامه فیلم شماره شانس اسلیون به کارگردانی پل مک‌گیگان است که در همان سال ۲۰۰۶ اکران شده بود. ماجرای فیلم مک‌گیگان دربارهٔ ربودن جوانی به‌نام اسلیون است، اما نویسنده با رو کردن چند ترفند که موجب سردرگمی تماشاگرش می‌شود نشان می‌دهد از همان اول می‌خواسته اصل غافلگیری را به خوبی ایجاد کند. حالا چنین نویسنده‌ای به عنوان رهبر و مغز متفکر گروه سازنده سریال انتخاب شده تا با دستانی باز بتواند آنچه دلش می‌خواهد به تصویر بکشد.

## داستان
این سریال که محصول سال ۲۰۰۶ آمریکا و با موضوع حادثه‌ای و مدت زمان ۷۵ دقیقه‌است داستان الی و کانراد، یک زوج ثروتمند و با نفوذ را روایت می‌کند که پسر نوجوان‌شان ربوده می‌شود و یک تیم مذاکره‌کننده از طرف پلیس به سرپرستی لاتیمر کینگ، کار بر روی این پرونده آدم‌ربایی را آغاز می‌کنند.
این سریال در ژانر حادثه ای-هیجانی است و دیدن آن به همه علاقه‌مندان به این سریال توصیه می‌شود